# سورج شارما
سورج شارما (به انگلیسی: Suraj Sharma) (زاده ۲۱ مارس ۱۹۹۳) بازیگر هندی است که با زندگی پی (فیلم) به کارگردانی انگ لی فعالیت بازیگری اش را آغاز کرد.
شارما در شهر دهلی نو زاده شد. قبل از بازی در فیلم زندگی پی هیچگونه تجربه‌ای در زمینهٔ بازیگری نداشت. وی از بین ۳۰۰۰ نفری که برای نقش اصلی فیلم مذکور تست بازیگری داده بودند انتخاب شد. این بازیگر به خاطر بازی در این فیلم برندهٔ دو جایزهٔ معتبرشد.
از سری فیلم‌هایی که او در آن‌ها بازی کرده‌است می‌توان به روز مرگت مبارک ۲ و فیلاوری (فیلم)